# Reprezentacja Litwy na Mistrzostwach Europy w Wioślarstwie 2010
Reprezentacja Litwy na Mistrzostwach Europy w Wioślarstwie 2010 liczyła 5 sportowców. Najlepszym wynikiem było 4. miejsce w jedynce mężczyzn.

## Medale

### Złote medale
Brak

### Srebrne medale
Brak

### Brązowe medale
Brak

## Wyniki

### Konkurencje mężczyzn
- jedynka (M1x): Mindaugas Griškonis – 4. miejsce
- dwójka podwójna (M2x): Mykolas Masilionis, Saulius Ritter – 8. miejsce

### Konkurencje kobiet
- dwójka podwójna (W2x): Gabrielė Albertavičiūtė, Lina Šaltytė – 9. miejsce